# Campionati mondiali giovanili di sci orientamento

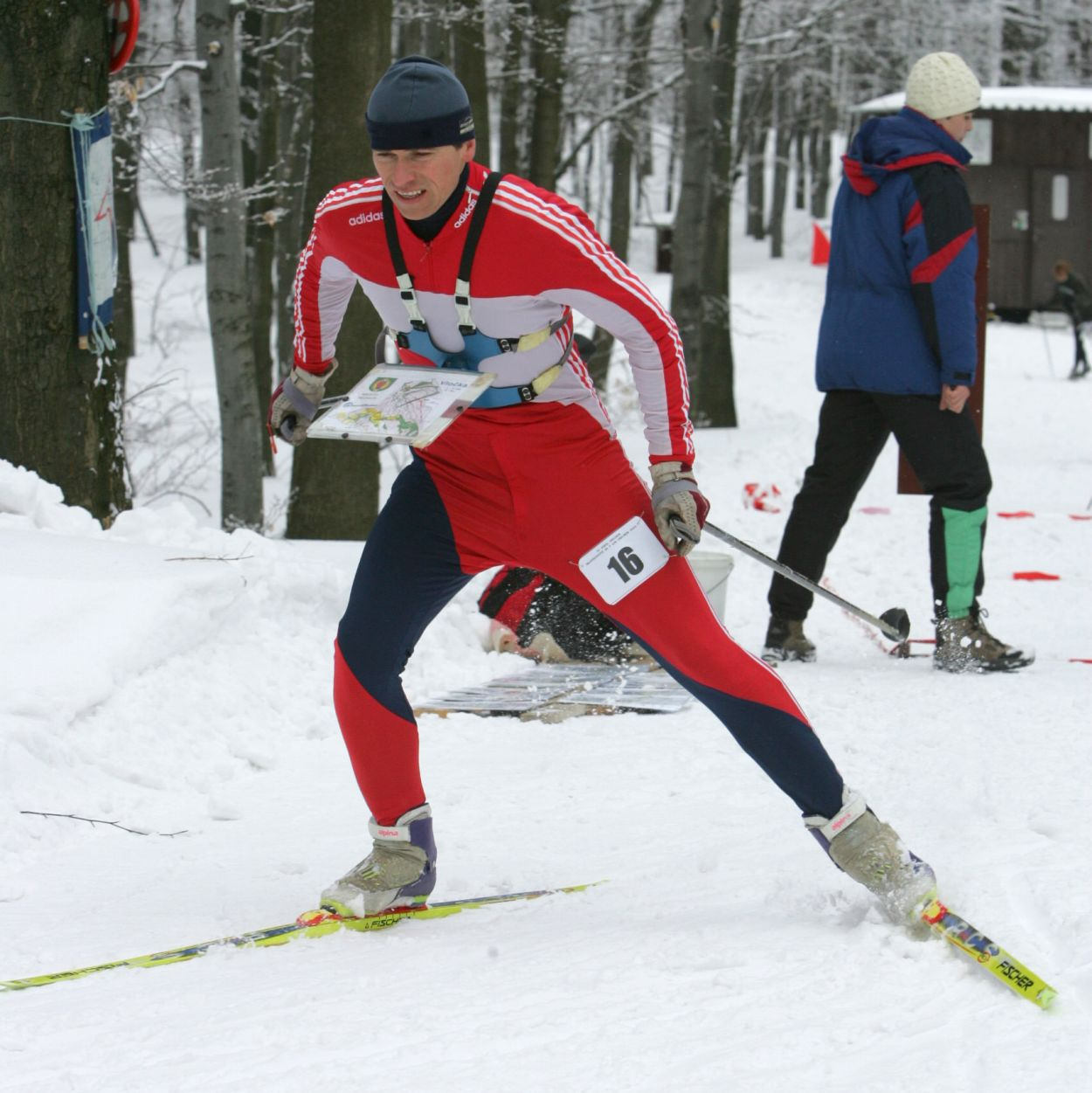
Una gara di sci orientamento

I Campionati mondiali giovanili di sci orientamento sono stati fondati nel 1994 e fino al 1998 vennero organizzati ogni anno pari, dal 1999 tutti gli anni. Il programma include una prova sprint, una su media e una lunga distanza ed una staffetta, sia per gli uomini che per le donne.

## Edizioni
| Anno | Data                     | Luogo                                    | Risultati |
| ---- | ------------------------ | ---------------------------------------- | --------- |
| 1994 |                          | Finlandia - Rovaniemi                    |           |
| 1996 | 5-12 febbraio            | Slovacchia - Banská Bystrica/Donovaly    |           |
| 1998 |                          | Russia - Velogozh                        |           |
| 1999 | 1-7 marzo                | Bulgaria - Jundola                       |           |
| 2000 | 31 gennaio- 6 febbraio   | Slovacchia - Banská Bystrica             |           |
| 2001 | 11-18 febbraio           | Italia - Trentino                        |           |
| 2002 | 27 gennaio- 3 febbraio   | Rep. Ceca - Jablonec nad Nisou/Harrachov |           |
| 2003 | 17-23 febbraio           | Russia - San Pietroburgo                 |           |
| 2004 | 19-25 gennaio            | Finlandia - Vuokatti                     |           |
| 2005 | 23-29 gennaio            | Svizzera - S-chanf                       |           |
| 2006 | 20-27 febbraio           | Russia - Ivanovo                         |           |
| 2007 | 11-18 febbraio           | Austria - Salisburgo                     |           |
| 2008 | 11-18 febbraio           | Bulgaria - Dospat                        |           |
| 2009 | 25 gennaio - 1º febbraio | Svezia - Dalarna                         |           |
| 2010 | 8-15 febbraio            | Romania - Miercurea Ciuc                 |           |
| 2011 | 8-15 febbraio            | Norvegia - Lillehammer                   |           |
| 2012 | 20-26 febbraio           | Ucraina - Sumy                           |           |
| 2013 | 11-18 febbraio           | Lettonia - Madona                        |           |